# 望郷 (森進一の曲)
『望郷』（ぼうきょう）は、1970年12月25日に発売された森進一の18枚目のシングル。
「望郷」の冒頭には蒸気機関車の汽笛入り走行音が入っている。また本曲イントロが「ニュースステーション」の「さすらいの金曜チェック」コーナー冒頭で使用されていた。

## 収録曲
- 両楽曲共に、作曲・編曲：猪俣公章

1. 望郷（4分18秒）
作詞：橋本淳
2. 悲哀（かなしみ）のワルツ（3分34秒）
作詞：鳥井実

## 映画
森進一の楽曲を題材にした歌謡映画。1971年3月20日。1970年公開の『波止場女のブルース』に引き続き制作された
キャスト
- 森川信一郎 - 森進一
- 松村文江 - 三田佳子
- 松村友子 - 榊原るみ
- 松村トキ - 菅井きん
- 松村竜造 - 山本幸栄
- 高木 - 江原真二郎
- 小沢 - 山田吾一
- 相川道夫 - 森田健作
- 鈴木清 - 石橋正次
- 水野和子 - 鈴木信子
- 斎藤美代子 - 中川加奈
- 社長山脇 - 松村達雄
- 山脇の妻 - 三崎千恵子
- フーテンの女良子 - 槙摩耶
- ヌードモデル - 園佳子、光映子

スタッフ
- 監修：山田洋次
- 監督：大嶺俊順
- 脚本：宮崎晃
- 撮影：小杉正雄
- 音楽：鏑木創
- 製作・配給：松竹